# Goudourville
Goudourville is een gemeente in het Franse departement Tarn-et-Garonne (regio Occitanie) en telt 837 inwoners (1999). De plaats maakt deel uit van het arrondissement Castelsarrasin.

## Geografie
De oppervlakte van Goudourville bedraagt 11,3 km², de bevolkingsdichtheid is 74,1 inwoners per km².
De onderstaande kaart toont de ligging van Goudourville met de belangrijkste infrastructuur en aangrenzende gemeenten.

## Demografie
Onderstaande figuur toont het verloop van het inwonertal (bron: INSEE-tellingen).